# ستيوارت كول
ستيوارت كول (بالإنجليزية: Stewart Cole)‏ هو عالم أحياء دقيقة بريطاني، ولد في 1954 في إنجلترا في المملكة المتحدة.